# Temple évangélique d'Angyalföld
Le Temple évangélique d'Angyalföld (Angyalföldi evangélikus templom) est une église luthérienne de Budapest, située dans le quartier d'Angyalföld. 